# Bellewood (Kentucky)
Bellewood es una ciudad ubicada en el condado de Jefferson en el estado estadounidense de Kentucky. En el Censo de 2010 tenía una población de 321 habitantes y una densidad poblacional de 1.994,61 personas por km².

## Geografía
Bellewood se encuentra ubicada en las coordenadas 38°15′38″N 85°39′33″O / 38.26056, -85.65917. Según la Oficina del Censo de los Estados Unidos, Bellewood tiene una superficie total de 0.26 km², de la cual 0.26 km² corresponden a tierra firme y (0%) 0 km² es agua.

## Demografía
Según el censo de 2010, había 321 personas residiendo en Bellewood. La densidad de población era de 1.994,61 hab./km². De los 321 habitantes, Bellewood estaba compuesto por el 95.95% blancos, el 2.49% eran afroamericanos, el 0% eran amerindios, el 0.31% eran asiáticos, el 0% eran isleños del Pacífico, el 0.93% eran de otras razas y el 0.31% pertenecían a dos o más razas. Del total de la población el 0.62% eran hispanos o latinos de cualquier raza.